# Villa San Donato

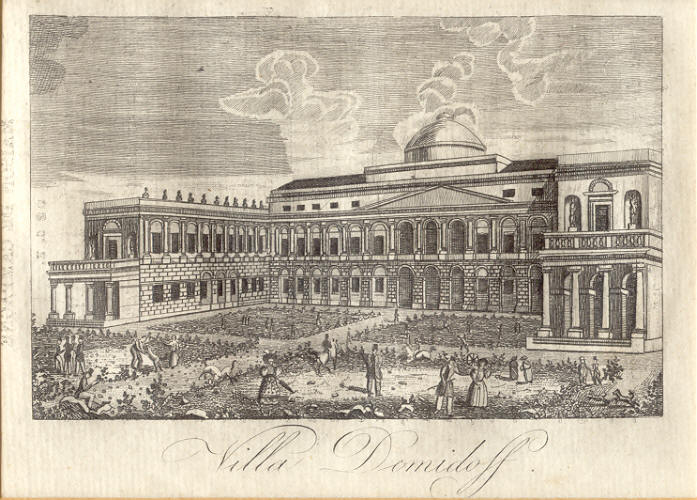
A Villa San Donato numa gravura de 1822.

A Villa San Donato, ou Villa Demidoff, era uma sumptuosa villa pertencente à família Demidoff, entre as mais belas villas oitocentistas de Florença. Depois dos danos sofridos durante a Segunda Guerra Mundial, hoje está reduzida a um esqueleto do antigo edifício, circundado por palácios, o qual dá um ténue eco do seu antigo esplendor.

## História

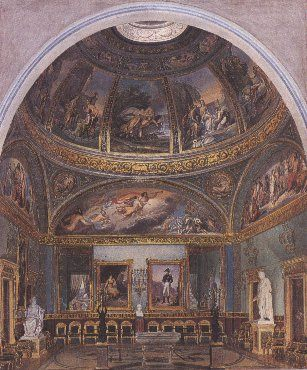
Vista do salão central, de Jean-Baptiste-Fortune de Fournier.

Nicolau Demidoff foi embaixador em Florença do Czar Alexandre I e um insaciável coleccionador de obras de arte. Comprou a zona pantanosa ao redor da Chiesa di San Donato in Polverosa aos monges da Basílica da Santa Cruz e iniciou a melhorar a zona mandando construir uma nagnífica villa. O edifício foi iniciado em 1822 pelo arquitecto Giovan Battista Silvestri, já responsável por intervenções na Galleria degli Uffizi, em estilo neoclássico, com um corpo principal e duas alas laterais, formando uma espécie de praceta, como no Palazzo Pitti. 
A villa foi terminada pelo filho de Nicolau, Anatólio Demidoff, em 1831, o qual recebeu do Grão-duque Leopoldo II o título de Príncipe de San Donato. Anatólio transferiu para a villa toda a magnífica colecção de arte da família, antes conservada no Palazzo Serristori, e empenhou-se na decoração do magnífico parque à inglesa e da própria villa.
Uma cúpula, magnificamente afrescada por Domenico Morelli, coroava o salão de baile. Depois dos falecimentos de Anatólio e do seu irmão Paulo, a villa passou para o filho de Paulo, o Príncipe Paulo II Demidoff.
Paulo II Demidoff não gostava muito da villa, uma vez que esta lhe recordava a primeira mulher, falecida poucos anos depois do casamento. Paulo adquiriu e decorou a Villa Medicea di Pratolino, hoje conhecida como Villa Demidoff, e transferiu-se para ali com a segunda mulher. A villa foi vendida e as colecções de objectos de arte, minerais, quadros e esculturas foram gradualmente levadas a leilão. No dia 5 de Novembro de 1881 a villa foi cedida a Gastone Mestayer, enquanto os terrenos foram adquiridos por Nemesio Papucci-Rosselli Del Turco.
Da villa restam fontes escritas e iconográficas, como uma gravura de 1822 e algumas vistas interiores, obra de Jean-Baptiste-Fortune De Fournier de 1841. Além dos retratos de família e dos afrescos da cúpula, distinguem-se alguns retratos de Napoleão Bonaparte e da sua família, pertencentes a José Bonaparte, que foi hóspede dos Demidoff durante o seu exílio e padrinho de Anatólio.

## A villa na actualidade

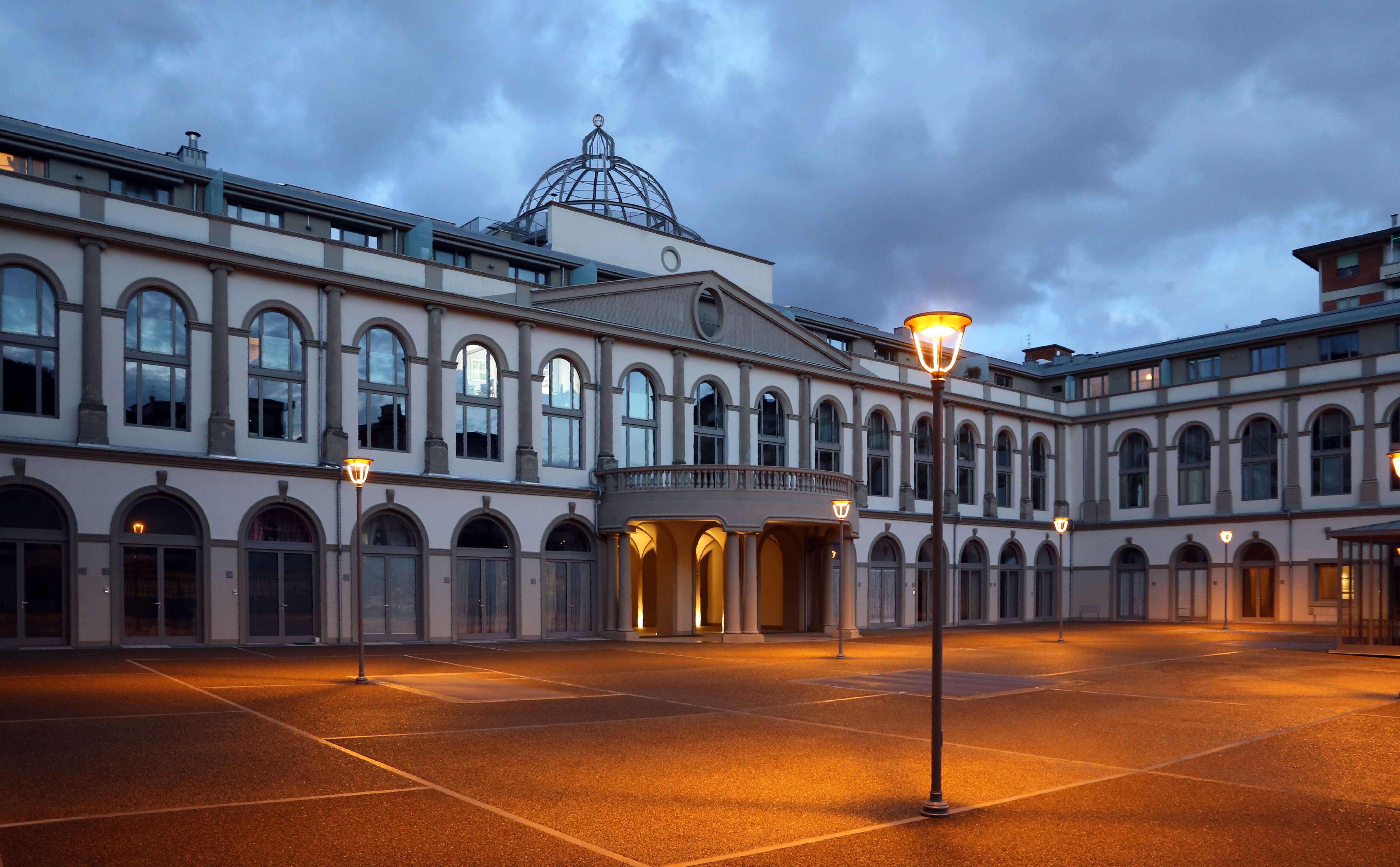
Aspecto actual da Villa San Donato.

A villa foi gravemente danificada durante a Segunda Guerra Mundial e nunca mais recuperada. Nos ambientes sobreviventes foram instaladas modestas habitações, enquanto o parque contíguo era completamente ocupado por construções modernas. 
O corpo central da villa ainda possui a forma neoclássica, com as pilastras, as janelas com arco, etc., mas, desprovido de qualquer tipo de conservação, hospeda hoje algumas oficinas e armazéns, com numerosas construções tipo barracão que ocupam uma parte da antiga praceta, em volta dos muros originais. Sendo uma zona interior em relação às principais ruas da zona (chega-se aqui apenas por caminhos sem saída ou por vias privadas dos palácios circundantes), muitos dos estabelecimentos instalados na villa estão hoje vazios e deixados ao mais completo abandono. No lado este ainda existe uma loggia que dava para o parque, hoje danificada por infiltrações e abandonada.
O prospecto frontal da villa foi ocupado pelo edifício duma escola que ainda existe e que se estende pela Via San Donato, ode existia a entrada da villa. A escola, com uma seca arquitectura moderna, possui no portão de entrada dois insólitos propileus, semelhantes a pequenos templos, que formam uma pequena êxedra semicircular em estilo neoclássico: trata-se da entrada original da villa; vale ainda dizer que, neste caso, os dois pequenos edifícios, tapados em todas as suas aberturas e deixados ao total abandono, estão contidos em invólucros para evitar danos por colapso.
A única estrutura que ainda está em bom estado é a Cappella Demidoff, construída com inspiração no Panteão de Roma, que é hoje usada pela Igreja de Cristo de Florença.

## Galeria de imagens

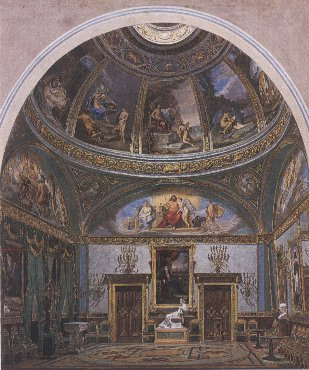
Vista do salão central, de Jean-Baptiste-Fortune de Fournier.
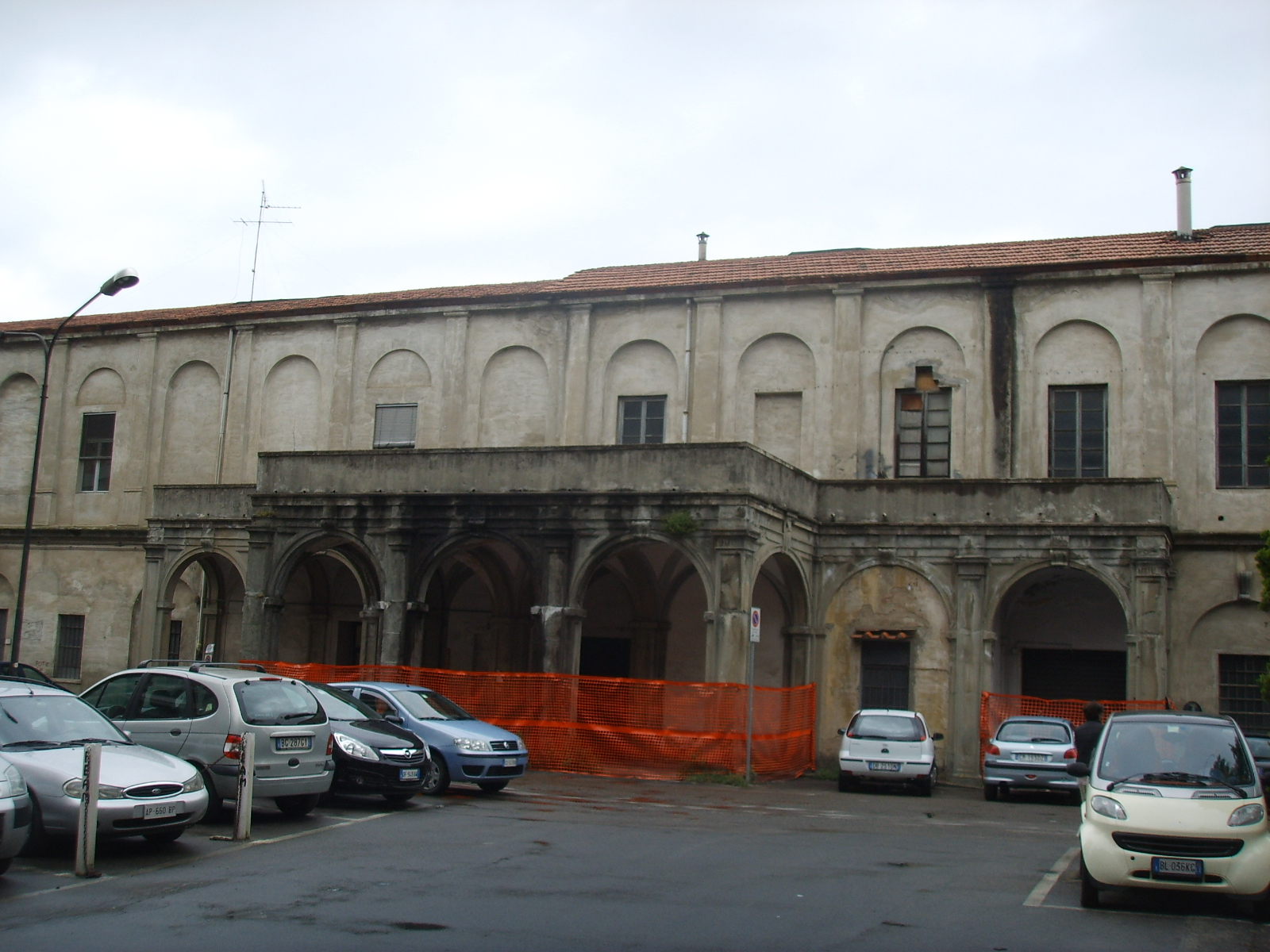
A loggia
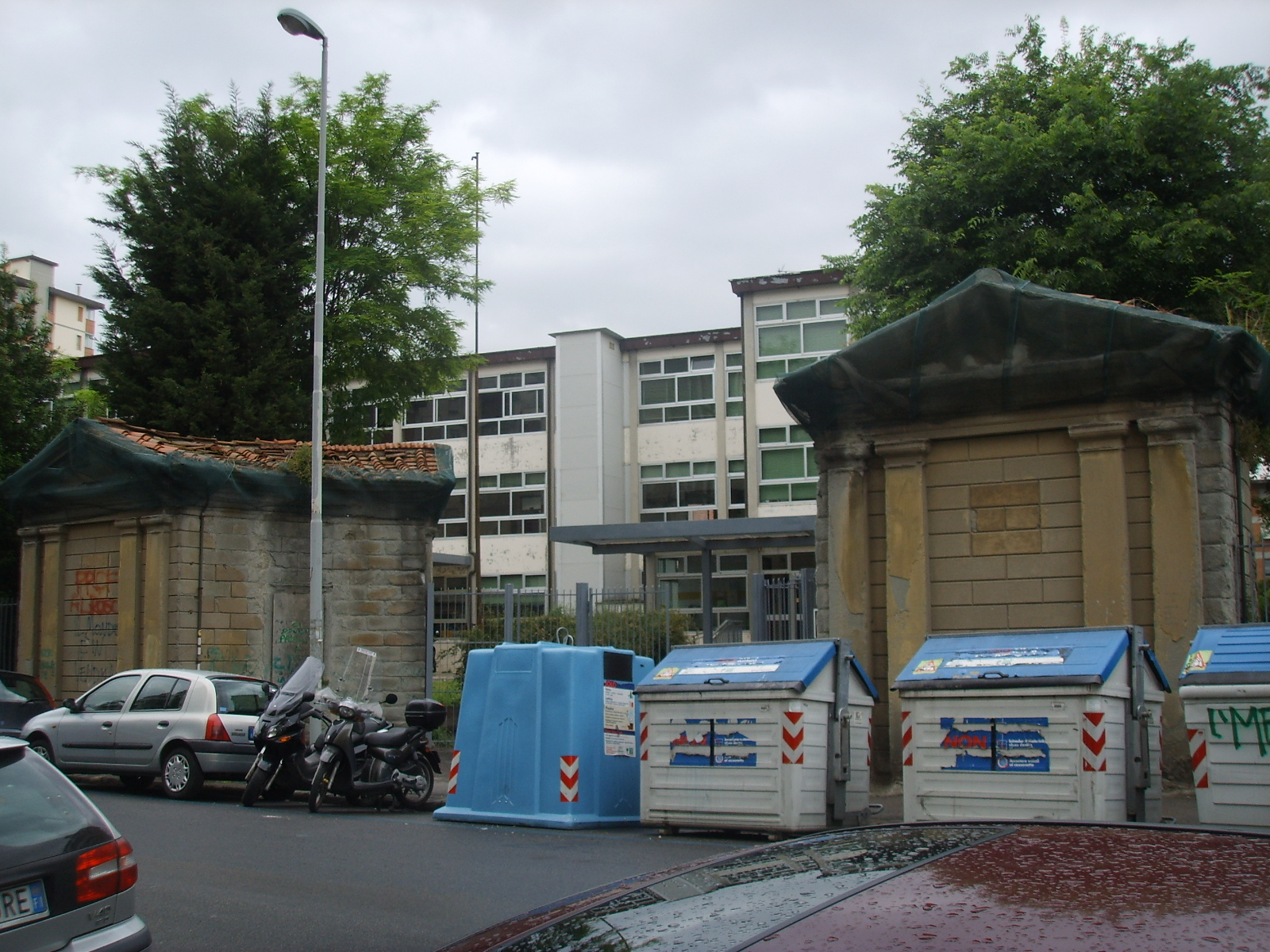
Os propileus